# Неве-Ахи

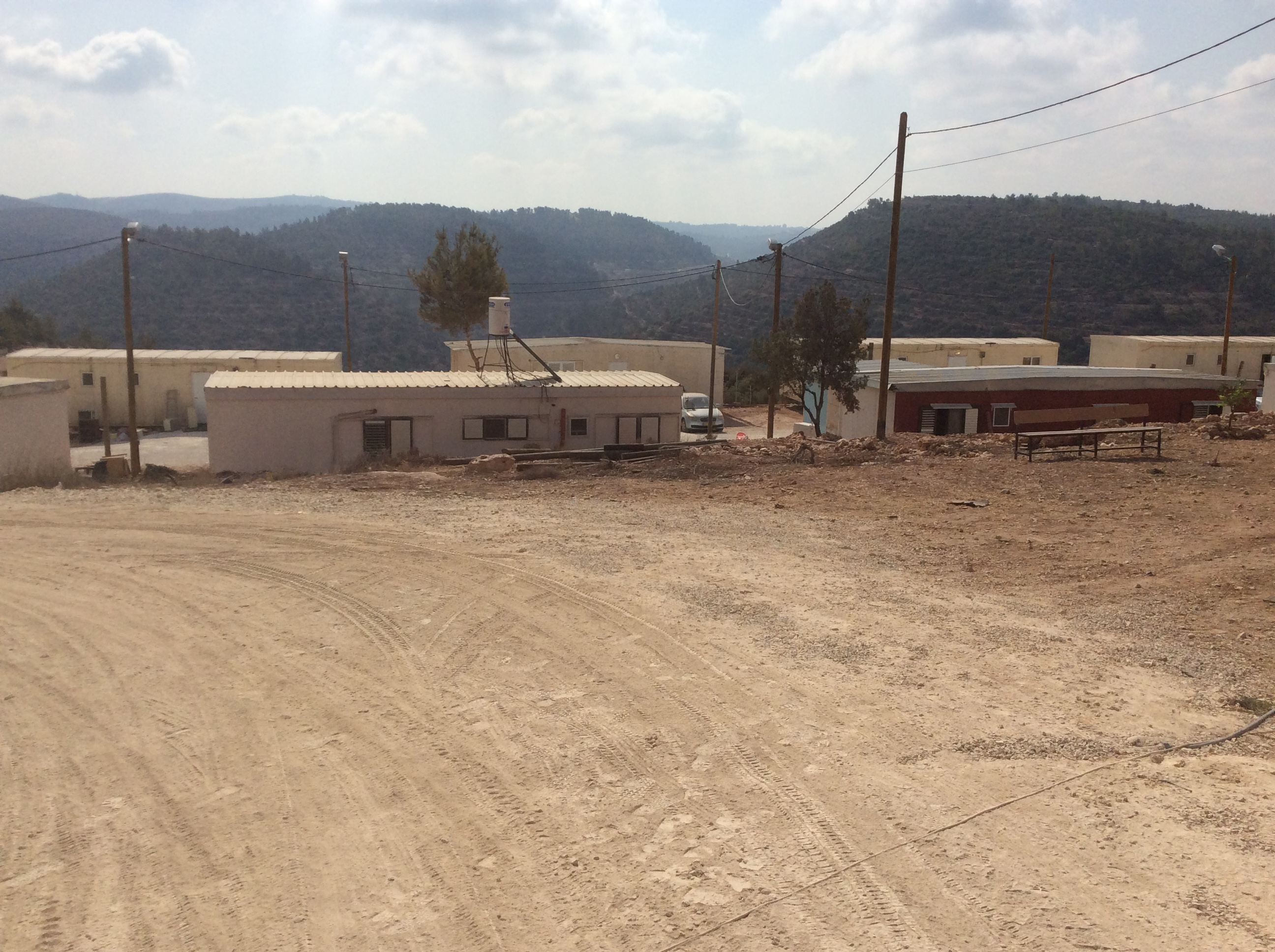
Неве-Ахи

Неве-Ахи — форпост и новый квартал поселения Халамиш. Основан 23 июля 2017 года совместно региональным советом Мате-Биньямин и поселением Халамиш в качестве реакции на теракт в поселении, происшедший двум днями ранее, в результате которого погибли Йосеф Соломон, его дочь Хая и его сын Элад.

## Название
Неве (ивр. נוה‎) — оазис, Ахи (ивр. אח"י‎) — акроним имён погибших в теракте, так же созвучно слову «ахи» (ивр. אחי‎) — брат мой.